# Greetings from the Side
Greetings from the Side è il primo album di Gary Jules con l'etichetta A&M Records, pubblicato nel 1998.

## Tracce
1. Greetings from the Side – 3:45
2. St. Christopher's Lullabye – 2:49
3. Barstool – 4:21
4. Owen Down – 3:27
5. Invisible – 3:40
6. Bluefish – 3:55
7. Ghosts – 4:33
8. Heroes and Heroin – 3:14
9. Jeremiah Weed – 4:04
10. Nothing – 3:53
11. Push – 4:17